# Malmen-Kolbotten
Malmen och Kolbotten var en av SCB avgränsad och namnsatt småort i Haninge kommun, Stockholms län. Den omfattade bebyggelse i bostadsområdena Malmen och Kolbotten belägna norr om Dalarö i Dalarö socken. 2015 uppgick området i tätorten Dalarö.